# Praon artemisicola
Praon artemisicola är en stekelart som beskrevs av Pike och Jaroslav Stary 1997. Praon artemisicola ingår i släktet Praon och familjen bracksteklar. Inga underarter finns listade i Catalogue of Life.